# Alexander Selkirk
Alexander Selkirk (n. 1676 - d. 13 decembrie 1721) a fost un marinar scoțian care a trăit patru ani pe o insulă de lângă Chile și a servit drept inspirație pentru romanul Robinson Crusoe a lui Daniel Defoe. S-a născut în satul Lower Largo din regiunea Fife. În 1703 a plecat într-o expediție pe vasul exploratorului englez William Dampier  (1651 - 1715), care a fost primul om ce a efectuat circumnavigația Pământului de trei ori. Ulterior, perioada în care a stat singur pe insulă a fost între 1704 - 1708.
1. ↑   https://www.oxforddnb.com/view/10.1093/ref:odnb/9780198614128.001.0001/odnb-9780198614128-e-25053;jsessionid=F9487B647D496751329D5D0569ED1543 Lipsește sau este vid: |title= (ajutor)
2. ↑  Encyclopædia Britannica Online
3. ↑  Alexander Selkirk, accesat în 9 octombrie 2017
4. ↑  Alexander Selkirk, Autoritatea BnF
5. ↑  IdRef, accesat în 1 mai 2020